# さらば あぶない刑事
『さらば あぶない刑事』（さらば あぶないデカ）は、2016年1月30日公開の日本のアクション映画。『あぶない刑事』劇場版シリーズの第7作。前作『まだまだあぶない刑事』から10年3ヶ月ぶりの新作であり、定年退職を目前に控えた鷹山敏樹（タカ）と大下勇次（ユージ）の警察官人生最後の活躍を描く。
キャッチコピーは「10年ぶりにコンニチハで、サラバだぜ」「泣くなよ絶対。とびきりハデにサラバだぜ。」「ジョークでサラバは、言わないぜ。」「「さらば」そして「ありがとう」」。
2016年時点において、同シリーズ同キャストによる刑事もの映画の作品数としては『ダイ・ハード』シリーズ6本を超え世界最多記録となる。
撮影方式はテレビシリーズ・映画ともに前作まで一貫してフィルム撮影が用いられてきたが、本作はシリーズ中初めて全編デジタルHD撮影で製作された。
ただし、監督の村川透と撮影の仙元誠三の方針により、撮影方法そのものはフィルム撮影と同じ技法で行われた。そのため、撮影現場にはその場で役者が撮影映像を確認する為のモニターが設置されず、過去の作品と同様に基本一発撮りでの撮影が行われている。

## ストーリー
警察官の定年退職が5日後に迫っていた鷹山と大下。無事に定年を迎えさせたいという町田捜査課長や深町県警本部長らの気遣いをよそに、最後の最後まで悪党退治（透曰くドンパチ）を楽しんでいた二人だが、一方で定年後の密かな夢も持っていた。特に鷹山は、最愛の恋人である夏海と共に新たな人生へ踏み出そうとしていた。
そんな二人の刑事人生最後のターゲットは、かつて壊滅させた銀星会の残党で現在は新興組織「闘竜会」の幹部として非合法のブラックマーケットを仕切っていた伊能。現場を急襲し伊能を追うも、謎のライダーの妨害によって逃げられてしまう。
その翌日、伊能が惨殺死体となって発見される。闘竜会・ロシア・中国・各国マフィアたちのパワーバランスが崩れ始める最中、謎の日系人キョウイチ・ガルシアが現れた。「ビジネスマン」と名乗るその正体は、中南米系犯罪組織「BOB」の幹部。目的はズバリ日本進出。中国マフィアや闘竜会の主だった幹部を殺害し、闘竜会の傀儡化を図る。BOBに呑み込まれていく横浜を守るべく、鷹山と大下は最後の捜査に挑む。

## 登場人物
浜辺夏海
元外交官の女性。ロサンゼルスの領事館で鷹山と知り合い、彼の恋人となる。
キョウイチ・ガルシア
ビジネスマン風の杖をついた壮年の紳士。その正体は中南米系犯罪組織「BOB」の幹部。日本進出の手始めとして横浜の麻薬密売ルートを乗っ取る為に来日した。
表面上は紳士的な立ち振舞いだが、本性は冷酷無比で、中国マフィアの幹部たちをマシンガンで虐殺して一瞬で組織を乗っ取った。
建物内を楽々と走り回る卓越したバイクセンスを駆使して鷹山と大下を苦しめた。最後は鷹山とのバイクでの決闘となるが、大下の援護もあり2人に敗北した。
ディーノ・カトウ
ガルシアの部下。血気盛んでナイフ術に長けており、乗り込んだ闘竜会の組員をいとも簡単に斬り刻んだ。
血の気が多いためすぐに逆上し、鷹山の策略に嵌り逮捕されたために2人を執拗に憎んでいる。
川澄和則
かつて大下が逮捕した不良グループの元リーダー。
伊能が仕切る違法ドラッグの実験台になって死んだ友人たちの復讐の為にブラックマーケットに潜入したところを大下に見つかり逃走するが、事情を知った大下と協力して実験データをガルシアの部屋から奪回した。
石黒達也
川澄のかつての不良仲間。川澄の復讐に密かに協力していたが、大下に捕まり真実を話した。
奥西竜司
鷹山たちがかつて壊滅させた銀星会の残党を束ねて作った闘竜会の組長。乗り込んできたディーノの脅しに屈してガルシアの傘下となる。
伊能丈治
闘竜会幹部。銀星会の残党で銀星会のノウハウを闘竜会に持ち込んで組織拡大に貢献、ブラックマーケットを仕切っている。
違法ドラッグを製造して実験を繰り返していた事で多数の若者を死に追いやったが、麻薬市場乗っ取りの為に現れたガルシアたちに惨殺された。
吉井夫人
吉井刑事の妻。夫の定年退職後は夫婦仲睦まじくおでん屋を営んでいる。
津久浦刑事 / 保谷刑事
港署捜査課の若手刑事。

## 劇中用語
B.O.B
中南米のマフィアを祖とする犯罪組織。正式名称は「Blood Of the Braves（勇者の血）」。徹底した暴力主義で敵対勢力を制圧し、アメリカを中心に世界中の非合法ビジネスを手中に握る。
闘竜会
横浜を牛耳る新興暴力団。もともとは弱小組織に過ぎなかったが、銀星会の構成員だった伊能を若頭に迎えることで裏ビジネスのノウハウを身に付け、急速に勢力を伸ばしていった。
本牧ギャング
かつて中区本牧を拠点に活動していた不良少年グループ。現在は解散し、元リーダー格の川澄と石黒も大下の努力によって更生している。
横浜港を守る会
元港署長の松村優子が会長を務めるNPO法人。表向きは民間有志の運営による非営利団体だが、実態は神奈川県警が密輸品などの監視追跡を目的に組織した外郭機構である。

## キャスト
- 鷹山敏樹：舘ひろし
- 真山薫：浅野温子
- 町田透：仲村トオル
- 浜辺夏海：菜々緒[4]
- ディーノ・カトウ：夕輝壽太[5]
- 川澄和則：吉沢亮
- 石黒達也：入江甚儀
- 田中文男：ベンガル
- 吉井浩一：山西道広
- 岸本猛：伊藤洋三郎
- 山路瞳：長谷部香苗
- 松村優子：木の実ナナ
- 深町新三：小林稔侍
- 奥西竜司：片桐竜次
- 伊能丈治：須藤正裕
- 谷村進：衣笠拳次
- 竹田敬三：海一生
- 津久浦刑事：池田努
- 保谷刑事：松浦慎一郎
- 吉井夫人：宮下順子
- 成田瑛基
- 西澤：加賀谷圭
- 水上：ホリベン
- 新井：谷村好一
- 鴻上：東村久也
- 樋口：一ノ瀬ワタル
- 安藤彰則
- 森聖二
- 瀬木一将
- 達也の母：大山うさぎ
- 石田：稲輪吉泰
- 水上署通信士：LiLiCo
- キョウイチ・ガルシア：吉川晃司[6]
- 大下勇次：柴田恭兵

## スタッフ
- 監督：村川透
- 脚本：柏原寛司
- 音楽：安部潤
- 製作総指揮：黒澤満
- 製作：中山良夫、遠藤茂行、木下直哉、間宮登良松、沢桂一、藪下維也、熊谷宜和、吉川英作、松田陽三
- 企画：奥田誠治
- エグゼクティブプロデューサー：門屋大輔
- プロデュース：近藤正岳
- プロデューサー：畠山直人、佐藤現
- 共同プロデューサー：飯沼伸之
- ラインプロデューサー：望月政雄
- 撮影：仙元誠三
- 照明：椎野茂
- 美術：山崎秀満
- 装飾：大庭信正
- 録音：室薗剛
- 編集：只野信也（J.S.E.）
- スクリプター：森永恭子
- アクション監督：高瀬将嗣
- キャスティング：杉野剛
- 助監督：小野寺昭洋
- 製作担当：松田憲一良
- 音楽スーパーバイザー佐久間雅一、浦田東公
- 音楽プロデューサー：津島玄一
- 音楽エンジニア：本谷侑紀
- オリジナルサウンドトラック：アリオラジャパン
- 音楽協力：日本テレビ音楽出版、FIVENINE FACTORY
- 音楽制作：東映音楽出版
- 衣装：越智雅之
- 衣装助手・スタイリスト：袴田知世枝
- メイク：杵渕陽子
- 俳優担当：福中真弓
- スタントコーディネーター：森聖二
- 音響効果：西村洋一
- VFXスーパーバイザー：宮島壮司
- VFXディレクター：島﨑章、早崎竜生
- 脚本協力：武藤将吾
- 配給統括：村松秀信
- 宣伝統括：鈴木英夫
- 宣伝プロデューサー：孤嶋健二郎、稲本千香
- 協賛：ニュージーランド政府観光局、オークランド観光局、オークランド空港、ニュージーランド航空
- 特別協力：NISSAN
- エンディング・カーテンコール映像：『あぶない刑事』『またまたあぶない刑事』『もっともあぶない刑事』『あぶない刑事リターンズ』『あぶない刑事フォーエヴァー THE MOVIE』『まだまだあぶない刑事』『あぶない刑事』TVシリーズエンディング
- 配給：東映
- 製作プロダクション：セントラル・アーツ
- 製作：「さらば あぶない刑事」製作委員会（日本テレビ放送網、東映、木下グループ、東映ビデオ、VAP、読売テレビ放送、D.N.ドリームパートナーズ、日本出版販売、読売新聞社、札幌テレビ放送、山形放送、宮城テレビ放送、静岡第一テレビ、中京テレビ放送、広島テレビ放送、福岡放送）

## 楽曲

### エンディングテーマ
「冷たい太陽 Final Version」
歌：舘ひろし

### 挿入歌
「RUNNING SHOT」
歌：柴田恭兵 feat. T.NAKAMURA, SENRI KAWAGUCHI & SHIGEO NAKA

## 製作・プロモーション
当初は前作が完結編とされていたが、2012年6月より講談社から刊行された『あぶない刑事』のDVDマガジンが累計で120万部を売り上げたことを受け、新作の制作が決定した。
クランクイン前の2015年3月3日、本作出演のためにバイクの自主トレーニングを行っていた吉川晃司が転倒事故を起こし、全治2か月の重傷を負ったが、この影響を演出に取り入れ、吉川演じるガルシアは常に杖を突く設定へ変更。同年4月、味の素スタジアムでの撮影からクランクインした。
公開前日の2016年1月29日には、テレビアニメ『アクティヴレイド -機動強襲室第八係-』（UHFアニメではあるが、日本テレビ系のBS日テレでも放送）との連動企画として、コラボレーションイラストが同作公式サイトにて期間限定公開された。
公開3日前の2016年1月27日から公開6日後の2月5日にかけ、東京ヤクルトスワローズのマスコットキャラクター・つば九郎のブログ『BUAZAつば九郎ひと言日記』にて本作関連の記事を掲載した。

## 受賞
- 第29回日刊スポーツ映画大賞・石原裕次郎賞（2016年） - 石原裕次郎賞 [11]
- ジャパンアクションアワード2017[12][13]
  - ベストスタントマン賞 最優秀賞：瀬木一将（『さらば　あぶない刑事』）
  - 特別功労賞：舘ひろし（『さらば あぶない刑事』）

## テレビ放送
2017年2月17日、日本テレビ系列の『金曜ロードSHOW!』で地上波初放送（解説放送 / 文字多重放送 / データ放送）。
3年弱後の2020年1月14日、同局深夜の『映画天国』で放送された。
2024年6月8日、『帰ってきた あぶない刑事』の公開を記念した映画版『あぶない刑事』シリーズ4週連続放送の第4弾としてBS日テレで放送された。